# Retrophyllum rospigliosii
Retrophyllum rospigliosii är en barrträdart som först beskrevs av Pilg., och fick sitt nu gällande namn av Christopher Nigel Page. Retrophyllum rospigliosii ingår i släktet Retrophyllum och familjen Podocarpaceae. IUCN kategoriserar arten globalt som sårbar. Inga underarter finns listade i Catalogue of Life.

## Bildgalleri

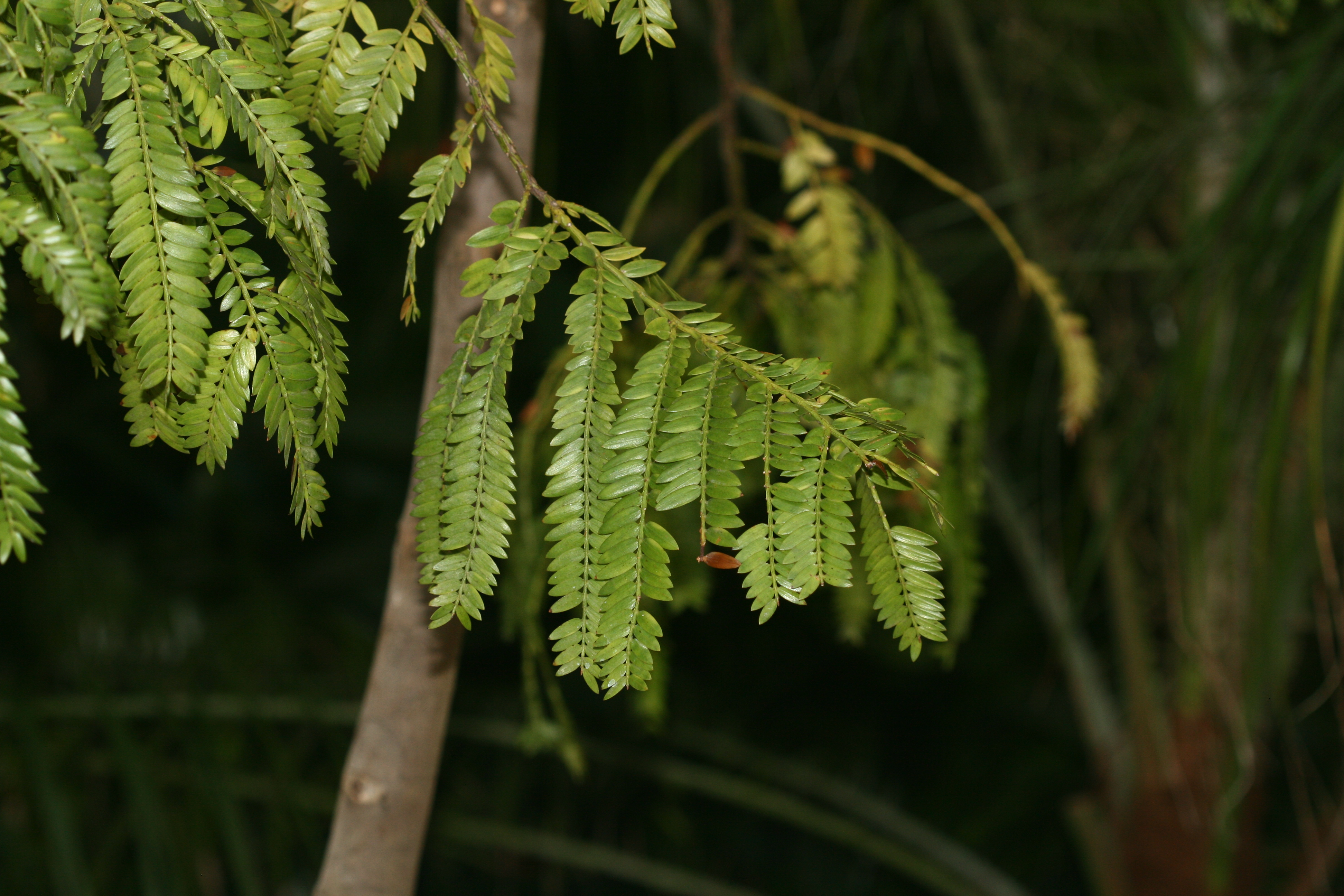
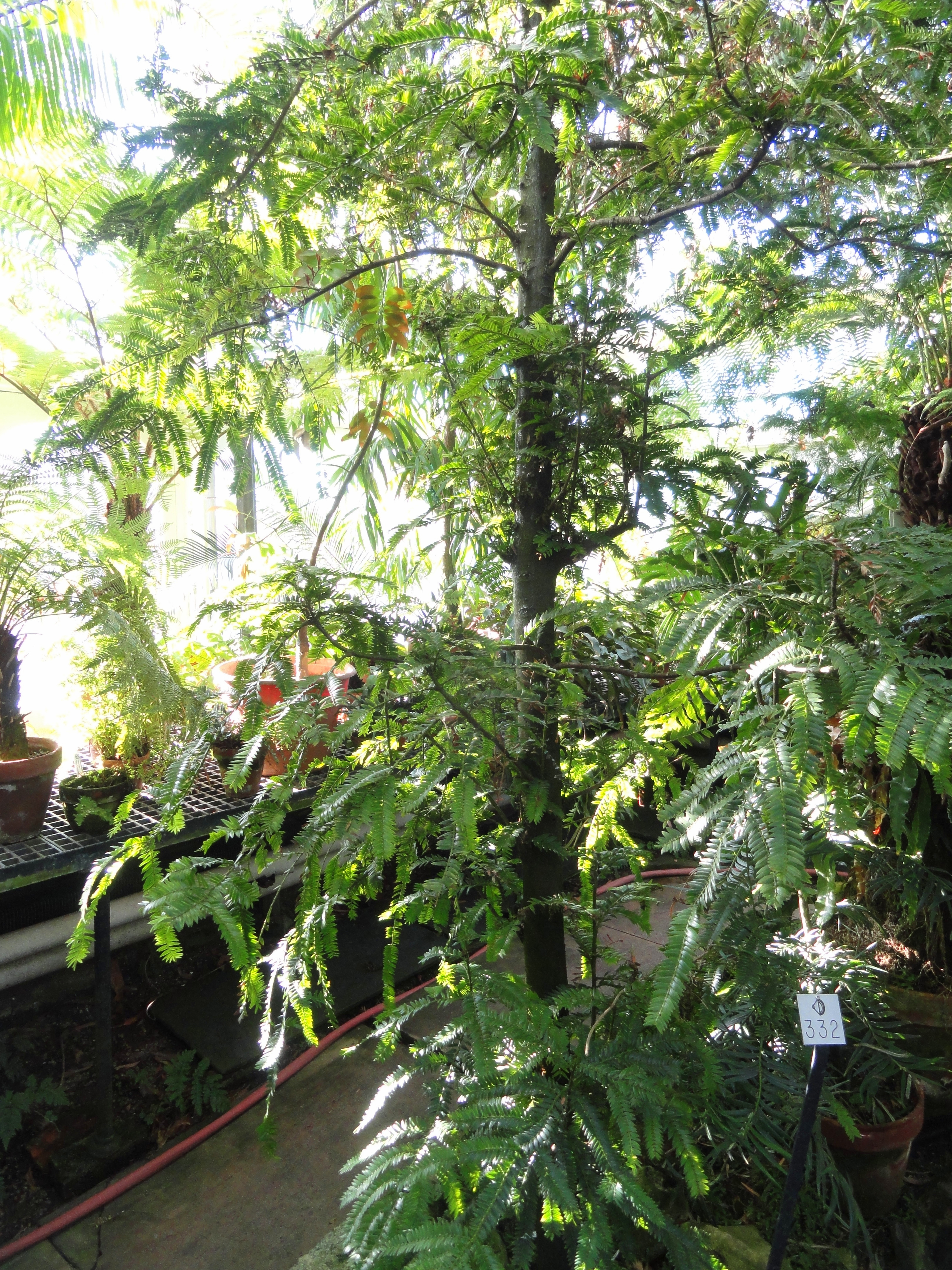